# Telosma unyorensis
Telosma unyorensis är en oleanderväxtart som beskrevs av Spencer Le Marchant Moore. Telosma unyorensis ingår i släktet Telosma och familjen oleanderväxter. Inga underarter finns listade i Catalogue of Life.